# Lüyang (köpinghuvudort i Kina, Liaoning Sheng, lat 41,38, long 121,67)
Lüyang (kinesiska: 闾阳, Lüyang Zhen, 闾阳镇) är en köpinghuvudort i Kina. Den ligger i provinsen Liaoning, i den nordöstra delen av landet, omkring 150 kilometer väster om provinshuvudstaden Shenyang. Antalet invånare är 29 836. Befolkningen består av 14 684 kvinnor och 15 152 män. Barn under 15 år utgör 13,0 %, vuxna 15-64 år 75 %, och äldre över 65 år 10,0 %.
Runt Lüyang är det ganska tätbefolkat, med 116 invånare per kvadratkilometer. Närmaste större samhälle är Goubangzi, 9,0 km öster om Lüyang. Trakten runt Lüyang består till största delen av jordbruksmark.
Genomsnittlig årsnederbörd är 755 millimeter. Den regnigaste månaden är juli, med i genomsnitt 183 mm nederbörd, och den torraste är januari, med 8 mm nederbörd.